# Karl Hammes
Karl Hammes (* 25. März 1896 in Zell (Mosel); † 6. September 1939 nahe Warschau) war ein deutscher Opernsänger (Bariton) und Jagdflieger im Ersten und Zweiten Weltkrieg. Seine Wirkungsorte waren Bayreuth, Berlin, Köln, Salzburg und Wien.

## Leben
Hammes besuchte das Gymnasium in Traben-Trarbach, trat nach Kriegsbeginn am 2. August 1914 freiwillig als Fahnenjunker dem Schleswig-Holsteinischen Fußartillerie-Regiment Nr. 9 bei und wurde am 13. Oktober innerhalb des 6. Bataillons an die Westfront nach Frankreich zur 3. Armee versetzt, wo er an den Kampfhandlungen in der Champaigne teilnahm und am 30. März 1915 zum Leutnant befördert wurde. Im Oktober 1915 wurde seine Einheit an die Balkanfront verlegt. Am 9. November 1916 meldete sich Hammes zur Fliegertruppe und begann bei der Flieger-Ersatzabteilung 1 (FEA 1) in Johannisthal eine Ausbildung zum Jagdflieger, die er im Folgejahr bei der FEA 10 in Württemberg abschloss. Am 9. April 1917 wurde er der Flieger-Abteilung (A) 276 als Aufklärungsflieger zugeteilt, wechselte aber am 2. August wieder zur Jagdfliegerei und wurde nach einem kurzen Intermezzo bei der Jagdstaffelschule 1 am 11. August der Jagdstaffel 35 (Jasta 35) an der Flandernfront zugeteilt. Dort erzielte er vier Abschüsse, wurde aber bereits am 9. September 1917 bei einem Luftkampf schwer verwundet. Nach einem längeren Lazarettaufenthalt wurde er nur bedingt verwendungsfähig am 9. März entlassen. Den Ersten Weltkrieg beendete er im Rang eines Majors; den Militärdienst quittierte er am 4. Februar 1919.
Hammes begann anschließend ein Studium am Kölner Musikkonservatorium; erste Auftritte am Kölner Stadttheater folgten. Im Jahr 1926/27 gastierte er an der Berliner Krolloper. Einen ersten großen Erfolg hatte Hammes im Jahr 1927 mit seinem Auftritt im Parsifal bei den Bayreuther Festspielen. In den Jahren 1929 bis 1935 trat er an der Wiener Staatsoper und bei den Salzburger Festspielen auf. So gab er 1931 bei den Festspielen den Don Juan in Don Juan. Im Jahr 1935 wechselte er an die Berliner Staatsoper und wurde zum Kammersänger ernannt.
Am 10. Juni 1937 meldete er sich abermals freiwillig zur Luftwaffe und wurde als Oberleutnant der Reserve zur Flugplatzkommandantur Jüterbog/Damm versetzt. Als dort 1939 die I. Gruppe des Zerstörergeschwader 1 aufgestellt wurde, übernahm Hammes das Kommando über dessen 1. Staffel. Im Zuge der Vorbereitungen zum Überfall auf Polen verlegte die Einheit nach Regenwalde. Bereits wenige Tage nach Beginn des Krieges wurde seine Staffel auf einem Begleitschutzeinsatz von polnischen P.11c-Jägern angegriffen, wobei Hammes tödlich getroffen wurde. Seine Bf 110 C-1 stürzte nahe dem Dorf Wojcieszyn ab, wo er zunächst von den Bewohnern bestattet, später aber auf den Soldatenfriedhof Warschau-Powazki umgebettet wurde. Sein Grab ist heute nicht mehr erhalten.
Nur wenige Zeugnisse seiner Sangeskunst sind noch heute erhalten. Hierzu gehören die Oper von Richard Strauss Ariadne auf Naxos in einer Aufnahme des Reichssenders Berlin vom 11. Juni 1935 (als Harlekin) und die Oper von Wolfgang Amadeus Mozart Don Giovanni in einer Aufnahme des Reichsrundfunks vom 27. März 1936 (als Don Giovanni). Hammes wirkte auch in zwei Filmen mit.